# Franck

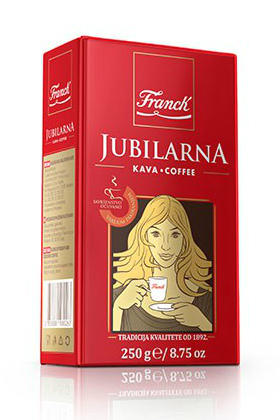
Вакуумна упаковка культової кави «Jubilarna» (ювілейна)

Franck (хорв. Franck d.d.) — хорватська фірма з виробництва кави, чаю і снеків.

## Історія
Заснована 1892 року в Загребі (тодішня Австро-Угорщина) як підрозділ німецької мультинаціональної компанії «Генріх Франк Зьоне» (нім. Heinrich Franck Söhne), створеної купцем і підприємцем Йоганном Генріхом Франком, який 1827 року першим у світі спромігся переробити цикорій як замінник кави, підглянувши у французьких селян, як ті з цикорію готували гарячий напій, оскільки кава була тоді дуже дорогим і недоступним для переважної більшості людей задоволенням. До Другої світової війни фірма займалася виготовленням замінників кави, але в останні 50 років збагатила виробництво шляхом упровадження різних новинок, розширюючи таким чином свій асортимент до кави, чаю, снеків, спецій, цукрової пудри і смакових добавок. Після приватизації в 1992 році для підприємства розпочалася ера модернізації. Фірма представила на ринку численні новинки, такі як мелена кава «Franck Crema», яку можна приготувати і як розчинну каву, і звичайним чином, інфузія чаю (заварений чай) «Coolup!», який можна приготувати з холодною водою, або різні відтінки ароматів «Franck Café Cappuccino».
2015 року фірма уклала угоду про партнерство з німецькою компанією «Intersnack» і заснувала спільне підприємство з виробництва та збуту снеків під назвою «Adria Snack Company Ltd».

## Літопис підприємства
| Рік  | |
| ---- | --- |
| 1828 | Йоганн Генріх Франк зареєстрував ТзОВ «Heinrich Franck Söhne GmbH» і розпочав переробку цикорія. |
| 1892 | «Heinrich Franck Söhne GmbH» відкриває дочірнє підприємство в Загребі на вулиці Водоводній, де зараз міститься центральний офіс компанії «Franck d.d.». У Загребі починається будівництво заводу з переробки цикорію.          |
| 1900 | Відкрито першу сушарню цикорію у Беловарі. |
| 1910 | У Хорватії почато виробництво перлової крупи. |
| 1918 | Загребский завод запустив виробництво солодової кави «Kneipp» з осолодженого ячменю. |
| 1945 | На хорватському ринку представлено кавозамінник «Franck». |
| 1950 | Підприємство передано в управління робітникам. |
| 1960 | Започатковано виробництво кави. |
| 1961 | Почато випуск пудингів, запущено у виробництво кавозамінник «Seka» і розчинну каву «Bianka». |
| 1962 | Почато виготовлення розчинних продуктів і харчових добавок (полента). |
| 1963 | Розгорнуто виробництво порошків і цукрів. |
| 1964 | Розпочато виробництво есенцій. |
| 1968 | Уперше в історії почато виробництво чаїв у фільтрувальних пакетиках. |
| 1971 | Виробництво арахісу і закусок. |
| 1972 | Представлено каву марок «Jubilarna», «Minas» і «Prima». |
| 1975 | Представлено марку «Kroki Kroket». |
| 1977 | Започатковано виробництво перших хорватських чипсів, більш відомих як «Čipi Čips», на картоплепереробній фабриці в Герцеговаці.                                                                                                |
| 1982 | Представлено першу каву в 100-грамовій вакуумній упаковці «Ideal», що дозволило аромат змеленої кави залишати свіжим довше. |
| 1991 | Розпочато вперше в Хорватії виробництво плодово-ягідних чаїв: чорниця, абрикоса і тропік. |
| 1992 | З нагоди сотої річниці існування «Franck d.d.» випущено у вакуумній упаковці каву «Gold 100». Представлено упаковану під вакуумом каву «еспресо» в зернах із клапаном, який зберігає якість продукту.                          |
| 1993 | Представлено на ринку каву «Jubilarna» у вакуумній упаковці і новий бренд снеків під назвою «Tip Top». |
| 2000 | Випущено обмежену серію спеціальної лінії кави з нагоди нового тисячоліття «Jubilarna kava 2000». Наприкінці року було засновано фірму в Сараєві (Боснія і Герцеговина).                                                       |
| 2002 | Запроваджено «систему кави екстра еспресо»: кавові машини і кава «екстра еспресо». Запущено новий аромат чаю — лісові фрукти.                                                                                                  |
| 2003 | Представлено чотири нові смаки розчинного капучино: «Classic», «ваніль», «шоколад» i «Irish Cream». Випущено каву «екстра еспресо» без кофеїну і розчинну каву для підприємств громадського харчування у 2-грамових пакетиках. |
| 2006 | Представлено чай із ароматом журавлини і «Čipi Čips чилі» для любителів спорту. |
| 2008 | Капучино і кавові суміші випущено під новою торговою маркою «Franck Café». Придбано фабрику і бренд «Вікторія» та відкрито потужності з виробництва кави в Груде (Боснія і Герцеговина).                                       |
| 2009 | Викуплено фабрику і бренд «Глорія». Випущено жовтий чай і розчинну каву з льодом «Franck café Ice coffee». |
| 2011 | Представлено мелену каву «premium single-origin Guatemala» та нові смаки і дизайн упаковки «Tip Top». Почато фасування у банки еспресо «Superiore».                                                                            |
| 2012 | Запущено у виробництво «Premium espresso Stretto», супер преміум мелену каву «Costa Rica» і нову лінію чаїв під маркою «Tragom prirode». Випущено і нові смаки капучино «Franck Café Cappuccino».                              |
| 2013 | Запущено нову лінійку продуктів «Čipi Čips»: «Čipi Čips Country» з двома смаками: класичний і «бекон». |
| 2014 | «Franck» стає членом товариства провідних європейських виробників і роздрібних торговців кави «International Coffee Partners».                                                                                                 |
| 2015 | Представлено мелену каву «Crema Franck», чаї «Franck Superiore Tea» і чайні напої «Coolup!». Засновано «Adria Snack Company Ltd.». Крім того, «Franck» купила словенські марки меленої кави «Сантана» і «Лока».                |